# Idiogramma euryops
Idiogramma euryops är en stekelart som beskrevs av Forster 1888. Idiogramma euryops ingår i släktet Idiogramma och familjen brokparasitsteklar. Arten är reproducerande i Sverige.

## Underarter
Arten delas in i följande underarter:
- I. e. titanum
- I. e. fraternum